# Račji pauci
Račji pauci (Thomisidae), porodica pauka iz reda Araneae, razred Arachnida. Obuhvaća 175 rodova

## Rodovi
1. Acentroscelus Simon, 1886
2. Acrotmarus Tang & Li, 2012
3. Alcimochthes Simon, 1885
4. Amyciaea Simon, 1885
5. Angaeus Thorell, 1881
6. Ansiea Lehtinen, 2005
7. Aphantochilus O. Pickard-Cambridge, 1870
8. Apyretina Strand, 1929
9. Ascurisoma Strand, 1928
10. Australomisidia Szymkowiak, 2014
11. Avelis Simon, 1895
12. Bassaniana Strand, 1928
13. Bassaniodes Pocock, 1903
14. Boliscodes Simon, 1909
15. Boliscus Thorell, 1891
16. Bomis L. Koch, 1874
17. Bonapruncinia Benoit, 1977
18. Boomerangia Szymkowiak, 2014
19. Borboropactus Simon, 1884
20. Bucranium O. Pickard-Cambridge, 1881
21. Camaricus Thorell, 1887
22. Carcinarachne Schmidt, 1956
23. Cebrenninus Simon, 1887
24. Ceraarachne Keyserling, 1880
25. Cetratus Kulczyński, 1911
26. Coenypha Simon, 1895
27. Coriarachne Thorell, 1870
28. Corynethrix L. Koch, 1876
29. Cozyptila	Lehtinen & Marusik, 2005
30. Cymbacha L. Koch, 1874
31. Cymbachina Bryant, 1933
32. Cynathea 	Simon, 1895
33. Cyriogonus Simon, 1886
34. Deltoclita Simon, 1887
35. Demogenes Simon, 1895
36. Diaea Thorell, 1869
37. Dietopsa Strand, 1932
38. Dimizonops Pocock, 1903
39. Diplotychus Simon, 1903
40. Domatha Simon, 1895
41. Ebelingia Lehtinen, 2005
42. Ebrechtella Dahl, 1907
43. Emplesiogonus Simon, 1903
44. Epicadinus Simon, 1895
45. Epicadus Simon, 1895
46. Epidius Thorell, 1877
47. Erissoides Mello-Leitão, 1929
48. Erissus Simon, 1895
49. Felsina Simon, 1895
50. Firmicus Simon, 1895
51. Geraesta Simon, 1889
52. Gnoerichia Dahl, 1907
53. Haedanula Caporiacco, 1941
54. Haplotmarus Simon, 1909
55. Hedana L. Koch, 1874
56. Henriksenia Lehtinen, 2005
57. Herbessus Simon, 1903
58. Heriaesynaema Caporiacco, 1939
59. Heriaeus Simon, 1875
60. Heterogriffus Platnick, 1976
61. Hewittia Lessert, 1928
62. Hexommulocymus Caporiacco, 1955
63. Holopelus Simon, 1886
64. Ibana Benjamin, 2014
65. Indosmodicinus Sen, Saha & Raychaudhuri, 2010
66. Indoxysticus Benjamin & Jaleel, 2010
67. Iphoctesis Simon, 1903
68. Isala L. Koch, 1876
69. Isaloides F. O. Pickard-Cambridge, 1900
70. Lampertia Strand, 1907
71. Latifrons Kulczyński, 1911
72. Ledouxia Lehtinen, 2005
73. Lehtinelagia Szymkowiak, 2014
74. Leroya Lewis & Dippenaar-Schoeman, 2014
75. Loxobates Thorell, 1877
76. Loxoporetes Kulczyński, 1911
77. Lycopus Thorell, 1895
78. Lysiteles Simon, 1895
79. Massuria Thorell, 1887
80. Mastira Thorell, 1891
81. Mecaphesa Simon, 1900
82. Megapyge Caporiacco, 1947
83. Metadiaea Mello-Leitão, 1929
84. Micromisumenops Tang & Li, 2010
85. Misumena Latreille, 1804
86. Misumenoides F. O. Pickard-Cambridge, 1900
87. Misumenops F. O. Pickard-Cambridge, 1900
88. Misumessus Banks, 1904
89. Modysticus Gertsch, 1953
90. Monaeses Thorell, 1869
91. Musaeus Thorell, 1890
92. Mystaria Simon, 1895
93. Narcaeus Thorell, 1890
94. Nyctimus Thorell, 1877
95. Ocyllus Thorell, 1887
96. Onocolus Simon, 1895
97. Ostanes Simon, 1895
98. Oxytate L. Koch, 1878
99. Ozyptila Simon, 1864
100. Pactactes Simon, 1895
101. Pagida Simon, 1895
102. Parabomis Kulczyński, 1901
103. Parasmodix Jézéquel, 1966
104. Parastrophius Simon, 1903
105. Parasynema F. O. Pickard-Cambridge, 1900
106. Pasias Simon, 1895
107. Pasiasula Roewer, 1942
108. Peritraeus Simon, 1895
109. Phaenopoma Simon, 1895
110. Pharta Thorell, 1891
111. Pherecydes O. Pickard-Cambridge, 1883
112. Philodamia Thorell, 1894
113. Philogaeus Simon, 1895
114. Phireza Simon, 1886
115. Phrynarachne Thorell, 1869
116. Physoplatys Simon, 1895
117. Pistius Simon, 1875
118. Plancinus Simon, 1886
119. Plastonomus Simon, 1903
120. Platyarachne Keyserling, 1880
121. Platythomisus Doleschall, 1859
122. Poecilothomisus Simon, 1895
123. Porropis 	L. Koch, 1876
124. Pothaeus Thorell, 1895
125. Prepotelus Simon, 1898
126. Pseudamyciaea Simon, 1905
127. Pseudoporrhopis Simon, 1886
128. Pycnaxis Simon, 1895
129. Pyresthesis Butler, 1879
130. Reinickella Dahl, 1907
131. Rejanellus Lise, 2005
132. Rhaebobates Thorell, 1881
133. Runcinia Simon, 1875
134. Runcinioides Mello-Leitão, 1929
135. Saccodomus Rainbow, 1900
136. Scopticus Simon, 1895
137. Sidymella Strand, 1942
138. Simorcus Simon, 1895
139. Sinothomisus Tang et al., 2006
140. Smodicinodes Ono, 1993
141. Smodicinus Simon, 1895
142. Soelteria Dahl, 1907
143. Spilosynema Tang & Li, 2010
144. Stephanopis O. Pickard-Cambridge, 1869
145. Stephanopoides Keyserling, 1880
146. Stiphropella Lawrence, 1952
147. Stiphropus Gerstäcker, 1873
148. Strigoplus Simon, 1885
149. Strophius Keyserling, 1880
150. Sylligma Simon, 1895
151. Synaemops Mello-Leitão, 1929
152. Synalus Simon, 1895
153. Synema Simon, 1864
154. Tagulinus Simon, 1903
155. Tagulis Simon, 1895
156. Takachihoa Ono, 1985
157. Talaus Simon, 1886
158. Tarrocanus Simon, 1895
159. Taypaliito Barrion & Litsinger, 1995
160. Tharpyna L. Koch, 1874
161. Tharrhalea L. Koch, 1875
162. Thomisops Karsch, 1879
163. Thomisus Walckenaer, 1805
164. Titidiops Mello-Leitão, 1929
165. Titidius 	Simon, 1895
166. Tmarus Simon, 1875
167. Tobias Simon, 1895
168. Trichopagis Simon, 1886
169. Ulocymus Simon, 1886
170. Uraarachne Keyserling, 1880
171. Wechselia Dahl, 1907
172. Xysticus C. L. Koch, 1835
173. Zametopias Thorell, 1892
174. Zametopina Simon, 1909
175. Zygometis Simon, 1901